# Víctor Requena
Victor Requena es un exfutbolista peruano que jugaba como delantero en la posición de puntero izquierdo.

## Trayectoria
Nacido en una familia de futbolistas como su hermano Pedro Requena, Augusto Prado, Orlando Prado y Julio Landauri. Debutó en el Club Atlético Chalaco. Y más adelante fue preseleccionado de la Selección juvenil de fútbol del Perú.

## Clubes
| Club                | País | Año       |
| ------------------- | ---- | --------- |
| Atlético Chalaco    | Perú | 1981-1986 |
| Guardia Republicana | Perú | 1987      |
| Mina San Vicente    | Perú | 1988-1990 |
| Octavio Espinosa    | Perú | 1991      |
| Bella Esperanza     | Perú | 1992      |

- Datos: Q98455770